# Oblężenie Nicei
Oblężenie Nicei (znanej też z greckiej nazwy Nikea, a współcześnie İznik) – trwające od 14 maja do 18 czerwca 1097 roku oblężenie stolicy Sułtanatu Rumu, przez krzyżowców i Bizantyńczyków podczas I wyprawy krzyżowej. Zakończone zwycięstwem chrześcijan i poddaniem miasta Cesarstwu.

## Przed oblężeniem
W roku 1096, pod wpływem doniesień o prześladowaniach pielgrzymów, a także próśb o pomoc ze strony Cesarstwa Bizantyńskiego, z Europy Zachodniej wyruszyła I wyprawa krzyżowa, w celu wyzwolenia Jerozolimy i Grobu Świętego. Cesarz Aleksy I Komnen w zamian za swobodny przemarsz, zaopatrzenie oraz obietnicę militarnego wsparcia wyprawy, wymusił na jej dowódcach złożenie hołdu i przysięgi zobowiązującej ich do zwrócenia Cesarstwu wszystkich zdobytych w przyszłości terenów, które dawniej należały do Bizancjum. Cesarz przydzielił krzyżowcom do pomocy oddział wojskowy wraz ze specjalistami od zaopatrzenia i oblężeń, dowodzony przez Tatikiosa.
Chociaż stosunki pomiędzy cesarzem a krzyżowcami nie były dobre, obie strony były zgodne, co do początkowego etapu wyprawy. Aby krucjata mogła dotrzeć do Jerozolimy, musiała pokonać Turków w Azji Mniejszej i zabezpieczyć szlaki prowadzące na wschód, przeznaczone dla przyszłych pielgrzymów do Ziemi Świętej. W kwestii taktyki, łacinnicy byli skłonni polegać na doświadczeniu strategów bizantyńskich i Tatikiosa. Ich pierwszym celem była Nicea, stolica Sułtanatu Rumu, położona w niewielkiej odległości od Morza Marmara. Jej zdobycie było kluczowe, ponieważ stanowiła ona poważne zagrożenie dla linii komunikacyjnych na całym obszarze. Moment był bardzo dogodny, gdyż sułtan Kilidż Arslan I przebywał wtedy na wschodnich rubieżach swego państwa. Uwikłany w konflikt z książętami daniszmendydzkimi, zlekceważył zagrożenie ze strony krzyżowców, mając w pamięci łatwe zwycięstwa nad siłami I wyprawy ludowej w bitwach pod Civetot i pod Kserigordon. Pozostawił w Nicei swoją żonę i dzieci oraz cały skarbiec.
Siły krzyżowców opuściły swój obóz w Pelekanonie wraz z końcem kwietnia i zaczęły podchodzić pod miasto na początku maja. Pierwsi 6 maja dotarli pod nie Gotfryd z Bouillon, Robert z Flandrii i Hugo z Vermandois, wraz ze swymi oddziałami. Gotfryd rozkazał przygotować i oznaczyć krzyżami drogę dla reszty armii. 14 maja do pierwszych oddziałów dołączyły zastępy Boemunda z Tarentu wraz z oddziałami bizantyńskimi i rozpoczęło się oblężenie miasta.

## Oblężenie
Nicea była silnie ufortyfikowana, a jej umocnienia, pochodzące jeszcze z IV wieku znajdowały się w doskonałym stanie. Mury miasta miały długość około sześciu i pół kilometra, a baszt było 240. Leżało ono na skraju Jeziora Askaniańskiego, zbudowane na planie nieregularnego pięcioboku. Jakkolwiek garnizon turecki w mieście był spory, nie wystarczał on do skutecznej obrony przed tak licznym nieprzyjacielem. Posłano gońców do sułtana z wezwaniem o pomoc.
Gotfryd rozbił obóz pod północnymi murami, natomiast Tankred z Hauteville pod wschodnimi. Południowy odcinek pozostawiono dla armii Rajmunda z Tuluzy, która nadeszła 16 maja. W tych dniach zaczęły też docierać do krzyżowców dostawy żywności z Konstantynopola, zorganizowane przez cesarza Aleksego, który przeniósł się do Pelekanonu, skąd mógł utrzymywać kontakt zarówno ze stolicą, jak i z Niceą. 3 czerwca przybyły wojska Roberta z Normandii i Stefana z Blois.

### Bitwa z sułtanem
Pierwsze oddziały tureckie zjawiły się pod Niceą wkrótce po przybyciu Rajmunda i stwierdziły, że miasto jest otoczone ze wszystkich stron. Wywiązała się walka pomiędzy nimi a hufcami tuluskimi, zwycięska dla chrześcijan. Turcy wycofali się, aby poczekać na przybycie swych głównych sił pod wodzą Kilidż Arslana. Widząc ich odwrót, dowódcy garnizonu w Nicei zaprosili do miasta Manuela Butumitesa, bizantyńskiego dowódcę oddziału oblężniczego, gwarantując mu bezpieczeństwo, w celu omówienia warunków kapitulacji. Jednak niemal jednocześnie nadeszły wieści, że sułtan znajduje się już bardzo blisko i negocjacje zostały przerwane. W przeddzień bitwy, krzyżowcy pojmali dwóch szpiegów tureckich, którzy zeznali, że Kilidż Arslan zamierza uderzyć od południa.
Jego armia przybyła pod Niceę 21 maja. Sułtan od razu zaatakował krzyżowców, usiłując przebić się do miasta. Główne uderzenie przyjęło wojsko Rajmunda, którego prawym skrzydłem dowodził Ademar z Monteil, biskup Le Puy. Oddziały tuluskie wzięły na siebie całe uderzenie, ponieważ Gotfryd i Boemund nie mogli opuścić swoich stanowisk pod murami, w obawie przed atakiem miejskiego garnizonu. Rajmunda wspomogły hufce Roberta z Flandrii. Bitwa trwała cały dzień i mimo zażartego ataku, Turcy nie zdołali przebić się przez oddziały krzyżowców. Okazały się one silniejsze, niż sądzili muzułmanie, do tego w pojedynkach dobrze uzbrojeni i lepiej wyszkoleni rycerze z łatwością pokonywali lekkozbrojnych Turków. O zmroku, widząc nieuchronną klęskę, Kilidż Arslan zdecydował się na odwrót.
Wojska krzyżowe poniosły ciężkie straty. Poległo wielu znamienitych rycerzy, m.in. Baldwin, hrabia Gandawy, a wielu zostało rannych. Jednak zwycięstwo ogromnie podniosło morale chrześcijan i znacząco osłabiło wolę walki garnizonu tureckiego w Nicei.
Po bitwie, krzyżowcy poucinali głowy poległym Turkom i zaczęli je przerzucać przez mury miasta, a także nabite na piki obnosić przed oczyma obrońców.

### Dalsze oblężenie i poddanie miasta
W ciągu następnych tygodni, krzyżowcy usiłowali zniszczyć mury miasta przy pomocy machin oblężniczych, co jednak nie przyniosło żadnych rezultatów. Rajmund i Ademar wielokrotnie wysyłali saperów z zadaniem podkopania się pod jedną z południowych baszt i wzniecenia tam pożaru, ale niewielkie szkody, jakie powstawały w wyniku tych akcji, żołnierze tureccy naprawiali w ciągu jednej nocy. Przez cały ten czas, mieszkańcom miasta dostarczano żywność od strony jeziora. 10 czerwca przywódcy krucjaty zadecydowali o konieczności odcięcia tej drogi zaopatrzenia i krzyżowcy wysłali do cesarza Aleksego posłów z prośbą o przetransportowanie na jezioro floty cesarskiej. Operacją transportu okrętów z odległego o około 30 kilometrów Civetot dowodził Manuel Butumites. 17 czerwca dotarły one nad jezioro, a rankiem następnego dnia podpłynęły pod miasto przecinając ostatnią linię komunikacyjną Turków z Niceą.
Kiedy obrońcy miasta ujrzeli na jeziorze okręty bizantyńskie, postanowili skapitulować. Było to bardzo na rękę cesarzowi Aleksemu, który pragnął odzyskać Niceę możliwie w jak najlepszym stanie. Nie chciał też dopuścić do splądrowania miasta (co najpewniej miałoby miejsce w przypadku wkroczenia krzyżowców), gdyż jego obywatele składali się w dużej mierze z chrześcijan, a ludność turecką stanowili jedynie żołnierze i niewielka grupa dworskich dostojników. Turcy ponownie skontaktowali się z Butumitesem i przystąpili do omawiania warunków kapitulacji. Niemniej jednak, obrońcy wciąż jeszcze się wahali licząc, że sułtan zawróci pod Niceę. Do poddania miasta skłoniła ich dopiero wiadomość o generalnym szturmie przygotowywanym przez krzyżowców, wyznaczonym na 19 czerwca. W noc poprzedzającą ów dzień, oddziały bizantyńskie zostały wpuszczone do miasta i wywiesiły na basztach sztandary cesarskie.

## Skutki
Zdobycie Nicei było pokonaniem pierwszej poważnej przeszkody na drodze krucjaty. Tutaj też doszło do znaczących rozdźwięków z Bizancjum, gdyż krzyżowcy liczyli na możliwość złupienia bogatego miasta, do czego Bizantyńczycy nie dopuścili. Czuli się także oszukani, gdyż końcowe pertraktacje Butumitesa z garnizonem całkowicie przed nimi zatajono. To, oraz pozostawienie przy życiu tureckich dostojników i odstawienie ich wraz z całym mieniem do Konstantynopola, spowodowało wzrost ich niechęci wobec cesarza.
Jednak mimo spięć z Bizantyńczykami, zdobycie Nicei wywołało wśród krzyżowców powszechną radość i podniosło ich wiarę w powodzenie wyprawy. Wielu możnych łacińskich posłało na zachód listy informujące, że to wielkie miasto powróciło w ręce chrześcijan. Do krucjaty dołączyło wielu nowych ochotników, a włoskie miasta, dotychczas zwlekające z okazaniem obiecanej pomocy, zaczęły traktować krzyżowców znacznie poważniej. Turcy tymczasem zdali sobie sprawę, że krucjata stanowi realne zagrożenie dla ich panowania na Bliskim Wschodzie.